# Книга кладовища
«Кни́га кла́до́ви́ща» (англ. «The Graveyard Book») — дитячий фентезійний роман англійського письменника Ніла Ґеймана, опублікований 2008 року. Книга розповідає про хлопця на ім'я Ніхто «Ніх» Овенс, якого, після жорстокого вбивства усієї його родини, приймають на виховання мертві мешканці кладовища. Твір нагороджено медаллю Джона Ньюбері (2009) та англійською медаллю Карнегі (2010), а також преміями «Локус» (2009) та «Г'юго» (2009). 2014 року на основі книги вийшов однойменний двотомний графічний роман.

## Ідея та її реалізація
Ідея майбутнього роману виникла в Ґеймана у 1985 році, коли той спостерігав за своїм дворічним сином Майклом, який катався на велосипеді повз надгробки на кладовищі неподалік їхнього будинку в Західному Грінстеді, Західний Сассекс. Спіймавши себе на думці, що малюк виглядає цілком природно в такому оточені, Ґейман вирішив написати щось на кшталт «Книги джунглів», події якої відбувалися б на території кладовища.
Перша спроба написати роман не мала успіху, тому письменник відклав свої плани та «пообіцяв собі вирости у письменництві, щоб належно її написати». Ґейман повторив свою спробу аж через десять років, але знову ж таки зробив висновок, що йому ще «бракує майстерності». Зрештою у грудні 2005 року Ґейман таки почав писати роман «Книга кладовища», який закінчив та опублікував у 2008 році.
Книга складається з восьми розділів: «Як Ніхто потрапив на кладовище», «Новий друг», «Божі пси», «Надгробок для відьми», «Данс-макабр», «Шкільні дні Овенса», «На-всі-руки-майстри», «Прощання та розтавання». Деякі розділи роману містять явні паралелі з «Книгою джунглів» Кіплінга, зокрема розділ «Божі пси» має схожості з оповіданням «Полювання Каа» тощо.

## Сюжет

### Як Ніхто потрапив на кладовище
Чоловік на ім'я Джек жорстоко вбиває цілу сім'ю, окрім немовляти, якому вдається врятуватись. Почувши шум, малий, який любив всюди блукати, виходить назовні та підіймається пагорбом до місцевого кладовища, де його виявляють мертві мешканці цвинтаря. Серед них починається нарада щодо того, що робити з дитиною. Зрештою з'являється Дама на Сірому (Ангел смерті) та закликає мертвих бути милосердними та прихистити дитинча у себе. Постановляється, що названими батьками дитини стануть пан та пані Овенси, а опікуном — Сайлас. Малий отримує ім'я Ніхто «Ніх» Овенс, а разом із ним і Свободу кладовища, тобто може опанувати зникання, ковзання та сноходу — вміння, притаманні лиш для привидів. Ніх весь час намагається вийти за межі кладовища, щоб пізнати світ, але його опікуни не дозволяють йому цього робити, бо вбивця все ще чигає на нього та бажає довершити своє діло.

### Новий друг
Промайнуло декілька років, які малий Ніх проводить на кладовищі. Зрештою він знайомиться з дівчинкою на ім'я Скарлет Ембер Перкінс, яка гуляла по території кладовища, коли її мама читала біля каплиці журнал. Вони стають друзями та разом починають досліджувати кладовище, зокрема у склепі Фробішера їм вдається знайти вхід, який веде у глиб пагорба, де міститься давнє поховання. Усередині діти зустрічають чоловіка кольору індиго, який називає себе Винищувачем, що до повернення свого Хазяїна охороняє його скарби — брошку, чашку та маленький кам'яний ножик. Батьки Скарлет вирішують переїхати до Шотландії, якомога далі від доньчиного уявного друга, через якого їхня дитина загубилася на території кладовища, а для її пошуків довелося залучити місцеву поліцію.

### Божі пси
Протягом відсутності Сайласа, Ніхового опікуна, за хлопцем доглядає панна Лупеску, яка також навчає хлопця багатьох важливих речей. Оскільки «на кожному цвинтарі є могила, що належить гулям», тим створінням вдається викрасти малого Ніха з метою перетворити його на одного з них. В останній момент хлопця рятує пані Лупеску, яка виявилася Божим псом. Згідно з першим реченням Ніхового конспекту: 
|  | Ті, кого люди називають вовкулаками чи лікантропами, себе називають Божими псами, оскільки вважають свою здатність перевертатися даром Творця, платять за нього відданістю і переслідують лиходіїв аж до воріт пекла». |

### Надгробок для відьми
На краю кладовища розташоване Гончарне поле, неосвячена земля, де ховали злочинців, самогубців і невірників. Саме там Ніх потоваришував з мертвою відьмою на ім'я Ліза Гемпсток. Оскільки Ліза не має власного надгробка, хлопець вирішує виправити це. Викравши брошку у Винищувача, Ніх виходить за межі кладовища та, щоб отримати гроші на покупку надгробка, намагається продати коштовність лихварю Ебенезу Болгеру, але той бере Ніха у полон, аби дізнатися, звідки у хлопця така коштовна річ. Завдяки Лізі, Ніху вдається стати невидимим та втекти з антикварної крамниці, прихопивши з собою преспап'є, слоїчок з фарбою та пензлик. 
|  | І, зануривши пензель у фарбу, він старанно намалював на преспап'є коричневі літери: Е. Г. А під ними дописав: ми нічого не забуваємо. |

Так у відьми з'явився надгробок.

### Данс-макабр
«І багатий, і бідняк — Данс-макабр танцює всяк». Коли на кладовищі зацвітають зимові квіти, відбувається Танець смерті. Останнього разу таке дійство відбувалося багато років тому. Начепивши на себе ці квіти, жінки і чоловіки, діти і старі, багаті та бідняки стають у танець з мертвими, щоб таким чином зобразити тлінність буття. Малий Ніх також бере участь у цьому дійстві та навіть йде у танок з Дамою на Сірому.

### Шкільні роки Овенса
Ніх вирішує, що хоче навчатися у школі. Не зважаючи на те, що мешканці кладовища не можуть гарантувати хлопцю безпеку в зовнішньому світі, Ніх все ж починає відвідувати школу. 
|  | Спочатку ніхто не помічав цього хлопчика. Ніхто навіть не зауважив, що не помічає його. Він сидів десь посередині класу. Відповідати не прагнув, хіба що запитання ставили саме йому, і навіть тоді його відповіді були короткими, невиразними й сірими, ні думки, ні спогади про нього ні в кого не затримувалися. |

 Все змінюється, коли Ніх підбурює школярів не віддавати свої кишенькові гроші хуліганам Ніку Фартінгу та Морін Квіллінг. Також хлопець використовує отримані на кладовищі вміння проти шкільних бешкетників, через що його навіть затримує поліція. Лише завдяки Сайласу юнаку вдається врятуватися та повернутися на кладовище. Через привернуту до себе увагу, Ніху доводиться залишити навчання в школі.

### На-всі-руки-майстри
Після десятирічної відсутності, в містечко з кладовищем повертається Скарлет та знову зустрічає Ніха, а також знайомиться з добросердним парубком містером Фростом — насправді Джеком, убивцею батьків Ніха. Водночас Сайлас та пані Лупеску, які належать до Почесної варти, вирушають на війну з таємним братерством, що відоме як Джеки На-всі-руки-майстри. Почесній варті вдається знищити всі осередки братерства в Мельбурні, Ванкувері та Кракові. Однак, останні четверо вцілілих Джеків приєднуються до Джека Фроста, щоб зрештою довести справу до кінця та вбити Ніха. Річ у тім, що згідно зі словами Джека: 
|  | Дуже давно, ще коли будували піраміди, один з наших єгипетських братів напророчив, що колись народиться дитя, яке перетне кордон між світом живих і мертвих. І якщо це дитя досягне дорослого віку, то нашому братерству й усій нашій справі кінець. |

 Користуючись своїми знаннями та вміннями, Ніху, однак, вдається перемогти Джеків На-всі-руки-майстрів, а Сайлас, повернувшись зі своєї мандрівки, стирає Скарлет пам'ять про всі пережиті події, адже 
|  | люди прагнуть забути неможливе. Це робить їхній власний світ безпечнішим. |

### Прощання та розставання
У п'ятнадцятирічному віці Ніх потроху починає втрачати Свободу кладовища. Попрощавшись зі своєю названою родиною, опікуном та всіма друзями, Хлопець покидає кладовище, щоб зрештою розпочати своє нове життя у світі живих, де йому більше нічого не загрожує. 
|  | Але між „зараз“ і „потім“ було ціле Життя, і Ніх ступив у нього крок з широко розплющеними очима й відкритим серцем. |

## Головні персонажі
- Ніхто «Ніх» Овенс — хлопець, який, після жорстокого вбивства його батьків та семирічної сестрички, немовлям потрапляє на кладовище, де його виховують мертві мешканці цвинтаря. Зрештою покидає кладовище, досягнувши п'ятнадцятиріччя.
- Сайлас — Ніхів опікун. Не належить ні до світу мертвих, ні до світу живих (вампір?). На відміну від інших мешканців кладовища, може покидати територію цвинтаря та забезпечувати Ніха їжею. Член Почесної Варти.
- Панна Лупеску — членкиня Почесної Варти та Божий пес (вовкулака). Навчає Ніха важливим речам та доглядає за хлопцем, під час відсутності Сайласа. Рятує Ніха від гулів, які викрали малого, щоб перетворити його на одного з них.
- Ліза Гемпсток — юна відьма, що живе на території Гончарного поля, неосвяченої землі кладовища. Бажає мати на місці свого поховання власний надгробок.
- Скарлет Ембер Перкінс — жива дівчинка. Вперше зустрічає Ніха у п'ятирічному віці, але згодом разом із сім'єю переїжджає до Шотландії. По своєму поверненню через десять років знову навідує Ніха на кладовищі. Джек Фрост використовує її як приманку, щоб дістатися до хлопця.
- Чоловік на ім'я Джек — вбивця, відповідальний за смерть Ніхової сім'ї. Зветься Джеком Фростом. Член таємного братерства Джеків На-всі-руки-майстрів. Полює на Ніха через пророцтво, згідно з яким хлопець по досягненню повноліття має поставити крапку в існуванні їхньої організації.
- Пан та пані Овенси — мешканці кладовища, названі батьки Ніха. Бувши за життя бездітними, погоджуються піклуватися про Ніха.
- Джеки На-всі-руки-майстри — таємне братерство, яких також називають Валетами. Зберігають давнє знання. Намагаються вбити Ніха, адже згідно з давнім пророцтвом хлопець по досягненню повноліття має знищити їхню організацію. Довершивши справу, братство гарантує собі безхмарне існування на наступні п'ять тисяч років.
- Гулі — мерзенні істоти, які харчуються трупами. Викрадають Ніха, щоб перетворити його на одного з себе. Несуть імена своїх перших жертв (Герцог Вестмінстерський, Єпископ Бата та Уельса, Тридцять третій президент Сполучених Штатів, Відомий письменник Віктор Гюго тощо). Живуть у місті Гульгайм.
- Винищувач — триголова істота з тілом здоровенного змія. Живе всередині пагорба в очікуванні Хазяїна та охороняє скарби.

## Літературний аналіз
Літературні критики часто розглядають роман «Книга кладовища» як книгу про дорослішання, так званий «Bildungsroman», оскільки навіть сама сюжетна лінія твору зображує пригоди Ніха від його раннього дитинства до підліткового віку, коли той перебуває за крок від дорослого життя, вказуючи на «пошуки актуалізації особистості».
Існує певна схожість «Книги кладовища» з рядом книг, зокрема «Дивовижний чарівник країни Оз» Френка Баума, Аліса у Дивокраї й Аліса в Задзеркаллі Льюїса Керрола, Чорний казан Ллойда Олександра, та Лев, Біла Відьма та шафа з «Хронік Нарнії» К. С. Льюїса. Однак, найбільшу схожість «Книга кладовища» має з «Книгою джунглів» Редьярда Кіплінга. Як зазначає літкритик Крістін Робертсон, Ґейман навіть не приховував та відкрито заявляв про міжтекстовий зв'язок між двома книгами; зокрема обидві книги мають однакову фабулу: хлопчик потрапляє до «чужого» світу, рятуючись від антогоніста, який убив усю його сім'ю, аби згодом помститися кривднику. Таким чином, існує паралель між Ніхом та Мауглі, Джеком та Шер-Ханом, Сайласом та Багірою. Ба більше, деякі розділи роману містять явні паралелі з оповіданнями «Книги джунглів», зокрема розділ «Божі пси» має схожості з оповіданням «Полювання Каа», а розділ «Надгробок для відьми» — з оповіданням «Королівський анкас».

## Історія публікацій
Ще до публікації книги, четвертий розділ роману — «Надгробок для відьми» — друкувався як оповідання в збірці оповідань Ґеймана «М — означає Магія» (2007) та збірці «Чарівники: Казки про магію від майстрів сучасної фентезі» (2007), куди увійшла коротка проза багатьох письменників-фантастів. 2008 року оповідання «Надгробок для відьми» принесло авторові премію «Локус» за найкращий роман. 30 вересня 2008 року видавництво «ГарперКоллінс» видало «Книгу кладовища» в США, а 31 жовтня 2008 року видавництво «Блумсбері Паблішинг» здійснило публікацію книги у Великій Британії
. Обкладинку та ілюстрації для американського видання виконав Дейв Маккін, який також проілюстрував британське видання книги для дорослих. Британську дитячу версію обкладинки та ілюстрації виконав Кріс Рідделл, який 2010 року за свою роботу ввійшов до короткого списку медалі Гріневей. Українське видання роману з ілюстраціями Дейва Маккіна побачило світ у 2017 році у видавництві «КМ-Букс».
2008 року видавництво «Сабтерранін Пресс» також презентувало лімітоване видання роману «Книга кладовища» з альтернативною обкладинкою та ілюстраціями Дейва Маккіна. Зокрема, світ побачили дві версії:
1. 500 пронумерованих примірників у палітурці з матерії, з підписами Ґеймана та Маккіна, мармуровим папером для форзаців та спеціальним сліпкейсом.
2. 26 пролітерованих примірників, переплетених вручну найкращими матеріалами, з підписами Ґеймана та Маккіна, оригінальними ремарками Маккіна в кожному примірнику і спеціальним трейкейсом[24][25].

У вересні 2008 року у видавництві «Гарперс Чілдрен» світ побачила аудіокнига «Книга кладовища», яку начитав сам Ніл Ґейман. 2009 року аудіоверсія книги здобула премію «Ауді» в категорії «Аудіокнига року». 15 грудня 2014 року видавництво «Гарпенс Аудіо» видала аудіокнигу «Книга кладовища», яку начитували Ніл Ґейман, Дерек Джейкобі, Роберт Мадж, Клер Корбетт, Міріам Марголіс, Ендрю Скотт,  Джуліан Райнд-Татт, Емілія Фокс, Ріс Шірсміт, Ленні Генрі, Елізабет Беннетт, Аллан Кордюнер, Шон Бейкер, Тім Денн, Аджоа Андо, Дженні Дженнон, Ден Веймен та Деніел Броклбенк. Нова аудіоверсія книги містила симфонічну поему «Danse macabre (Сен-Санс)», яку на банджо виконав Бела Флек. 2015 року аудіокнига здобула премію «Ауді» у категорії «Дитяча література (вік 8—12 років)».

## Сприйняття

### Критика
Американська бібліотечна асоціація відзначила роман як 
|           | прекрасну суміш вбивств, фантазії, гумору та людського горя, |  | delicious mix of murder, fantasy, humor and human longing |  |
| — {{{3}}} |                                                              |  |                                                           |  |

 відмітивши його «магічну примарну прозу».

Моніка Едінгер з «Нью-Йорк таймс» також позитивно висловилась щодо роману: 
|   | У цій дивовижній книзі, Ніл Ґейман йде по стопах давніх оповідачів, створюючи розповідь незабутньої краси. |  | In this novel of wonder, Neil Gaiman follows in the footsteps of long-ago storytellers, weaving a tale of unforgettable enchantment. |  |
| — | |  | |  |

Ба більше, на сторінках журналу «Кіркус Рев'юс» зустрічається твердження, що 
|   | книгу мусить прочитати кожна дитина і кожен, хто колись був дитиною. |  | this needs to be read by anyone who is or has ever been a child. |  |
| — |                                                                      |  |                                                                  |  |

Письменник Патрік Несс позитивно оцінює зображення негативних персонажів у книзі та стверджує, що 
|   | те, що втрачається у поступальній динаміці більш ніж компенсується буйною уявою Ґеймана. |  | what's lost in forward momentum is more than made up for by the outrageous riches of Gaiman's imagination. |  |
| — |                                                                                          |  | |  |

Газета «Індепендент» відзначила різнобіччя тонів роману. Річард Влейлер назвав роман неоготичною фантастикою, яка своїм корінням сягає «Замку Отранто» Гораса Волпола . Газета «Вашингтон пост» також так висловилась щодо книги: 
|   | Цей роман — як шматочок чорного шоколаду з насиченим смаком: солодко-гіркий і напрочуд утішний. |  | Like a bite of dark Halloween chocolate, this novel proves rich, bittersweet and very satisfying. |  |
| — |                                                                                                 |  |                                                                                                   |  |

### Адаптації
У січні 2009 року Ніл Джордан погодився стати сценаристом та режисером фільму виробництва кінокомпанії «Мірамакс». 2012 року права на екранізацію «Книги кладовища» отримала кінокомпанія «Волт Дісней Пікчерз», яка найняла режисера Генрі Селіка, який, зокрема, працював над створенням мультсеріалу «Кораліна», знятого на основі однойменної повісті Ніла Ґеймана. У січні 2013 року стало відомо про нового режисера фільму — Рона Говарда.
Ілюстратор П. Крег Рассел у співпраці з Галеном Шоуменом, Кевіном Ноуленом, Джілл Томсон, Девідом Лафуенте, Стівеном Скоттом, Скоттом Гемптоном та Тоні Гаррісом створили на основі книги двотомний графічний роман. Перший том побачив світ 29 липня 2014 року, а другий — 7 жовтня 2014 року.

## Нагороди
| Літературні премії                                  | Рік  | Результат |
| --------------------------------------------------- | ---- | --------- |
| Медаль Джона Ньюбері                                | 2009 | Перемога  |
| Премія «Г'юго» за найкращий роман                   | 2009 | Перемога  |
| Премія «Локус» за найкращий підлітковий роман       | 2009 | Перемога  |
| Медаль Карнегі (Англія)                             | 2010 | Перемога  |
| Британська премія фентезі за найкращий роман        | 2009 | Номінація |
| Всесвітня премія фентезі за найкращий роман         | 2009 | Номінація |
| Міфопоетична премія у категорії «Дитяча література» | 2009 | Номінація |

## Переклад українською
- Ніл Ґейман. Книга кладовища / ілюстрації Дейва Маккіна / переклад з англійської Світлани Філатової. — Київ : КМ-Букс, 2017.